# Pardes Hanna-Karkur
Pardes Hanna-Karkur (in ebraico פַּרְדֵּס חַנָּה-כַּרְכּוּר‎?, in arabo برديس حنه كركور‎?) è una città nel distretto di Haifa di Israele. Nel 2017 aveva una popolazione di 41 142 abitanti.
Il nome della città deriva dalla fusione di due località - Pardes Hanna e Karkur.